# Lozovik, Velika Plana
Lozovik (izvirno srbsko Лозовик) je naselje v Srbiji, ki upravno spada pod Občino Velika Plana; slednja pa je del Podonavskega upravnega okraja.

## Demografija
V naselju živi 4458 polnoletnih prebivalcev, pri čemer je njihova povprečna starost 40,9 let (39,7 pri moških in 42,1 pri ženskah). Naselje ima 1552 gospodinjstev, pri čemer je povprečno število članov na gospodinjstvo 3,61.
To naselje je, glede na rezultate popisa iz leta 2002, večinoma srbsko, a v času zadnjih treh popisov je opazno zmanjšanje števila prebivalcev.
|  |

| Demografija | Demografija     | Demografija     |
| Leto        | Št. prebivalcev | Št. prebivalcev |
| ----------- | --------------- | --------------- |
|             |                 |                 |
|             |                 |                 |
|             |                 |                 |
|             |                 |                 |
| 1948        | 6638            |                 |
| 1953        | 7059            |                 |
| 1961        | 7065            |                 |
| 1971        | 6715            |                 |
| 1981        | 6650            |                 |
| 1991        | 6295            | 5934            |
| 2002        | 6330            | 5607            |
|             |                 |                 |

| Etnična sestava po popisu iz leta 2002 | Etnična sestava po popisu iz leta 2002 | Etnična sestava po popisu iz leta 2002 | Etnična sestava po popisu iz leta 2002 | Etnična sestava po popisu iz leta 2002 |
| -------------------------------------- | -------------------------------------- | -------------------------------------- | -------------------------------------- | -------------------------------------- |
| Srbi                                   | Srbi                                   |                                        | 5.471                                  | 97,57%                                 |
| Romi                                   | Romi                                   |                                        | 74                                     | 1,31%                                  |
| Hrvati                                 | Hrvati                                 |                                        | 11                                     | 0,19%                                  |
| Makedonci                              | Makedonci                              |                                        | 8                                      | 0,14%                                  |
| Romuni                                 | Romuni                                 |                                        | 4                                      | 0,07%                                  |
| Črnogorci                              | Črnogorci                              |                                        | 2                                      | 0,03%                                  |
| Madžari                                | Madžari                                |                                        | 2                                      | 0,03%                                  |
| Jugoslovani                            | Jugoslovani                            |                                        | 2                                      | 0,03%                                  |
| Čehi                                   | Čehi                                   |                                        | 1                                      | 0,01%                                  |
| Bošnjaki                               | Bošnjaki                               |                                        | 1                                      | 0,01%                                  |
| Albanci                                | Albanci                                |                                        | 1                                      | 0,01%                                  |
| Neznano                                | Neznano                                |                                        | 23                                     | 0,41%                                  |